# Конституционный суд СФРЮ
Конституционный суд СФРЮ (сербохорв. Ustavni sud SFRJ / Уставни суд СФРJ, макед. Уставен суд на СФРJ, словен. Ustavno sodišče SFRJ) — орган конституционного контроля в Социалистической Федеративной Республике Югославия, существовавший с 1963 по 1992 годы.

## Создание
До создания конституционного суда в 1963 году общий контроль за конституционностью и законностью в Югославии осуществлял Верховный суд ФНРЮ, при этом он не выполнял полноценной проверки законов на конституционность, а ограничивался лишь констатацией выявленных несоответствий. В дальнейшем все вопросы конституционности и приведения законов в соответствие с действующей конституцией решались на парламентском уровне политическим путём в Союзной Скупщине и региональных скупщинах. Когда стало ясно, что такая модель не способна разрешить множества проблемных вопросов, возникла необходимость создания специального государственного органа, призванного осуществлять конституционный контроль. При этом идея создания такого органа подверглась в тот момент резкой критике со стороны профессионального юридического сообщества как противоречащей принципу единства государственной власти, существующего в социалистических странах. Дело в том, что в социалистической модели организации государства принцип разделения властей не признавался и потому судебный контроль за парламентом был чуждым данной системе.
Учреждение конституционного суда было в значительной степени связано с поддержкой Тито, который придерживался мнения, что споры и разногласия в югославском обществе должны разрешаться не политическим путём, а посредством объективного судебного разбирательства. Конституционная комиссия Союзной Скупщины, которая разрабатывала проект Конституции 1963 года также подтвердила, что создание конституционного суда будет способствовать эффективной защите конституционности и законности всех правовых актов, в том числе актов парламента, тем самым лишь укрепляя принцип единства государственной власти. В том же духе высказался Эдвард Кардель, подчеркнув, что конституционный суд будет скорее частью парламентской системы, чем традиционным судебным институтом.
Югославская система конституционного контроля была организована по модели Конституционного суда ФРГ с использованием федеративного принципа построения органов конституционного правосудия. В рамках такой модели помимо федерального конституционного суда также создавались самостоятельные конституционные суды союзных республик, а позднее ещё и автономных краёв Косова и Воеводины. Каждый из представленных конституционных судов на своём уровне осуществляли функции по конституционному контролю федерального либо республиканского (краевого) законодательства, не вмешиваясь в дела друг друга.

## Полномочия и состав
Согласно Конституции 1963 года федеральный конституционный суд состоял из председателя и 10 судей, которых избирала на должности Союзная Скупщина сроком на восемь лет с правом переизбрания на один повторный срок. Каждые четыре года половина состава суда подлежала обновлению. Конституционный суд обладал достаточно широкими полномочиями: осуществлял судебный нормоконтроль, рассматривал конституционные жалобы граждан и организаций, давал толкование федеральной конституции, рассматривал споры о компетенции между конституционными органами власти. В рамках своей основной функции суд проверял на соответствие Конституции СФРЮ не только союзные и республиканские законы, но и также республиканские законы и акты в сфере самоуправления на соответствие союзным законам и иным федеральным актам. В случае выявления неконституционности законов, конституционный суд о своём решении незамедлительно информировал соответствующую скупщину (федеральную либо республиканскую), принявшую такой закон, которой отводилось шесть месяцев для приведения законодательства в порядок (такой срок мог продлеваться судом ещё на шесть месяцев). Если же по истечении отведённого срока нарушения закона не устранялись, конституционный суд принимал второе решение, которым действие противоречащего закона полностью прекращалось и он утрачивал юридическую силу. В отличие от законов, при выявлении неконституционности иных правовых актов, конституционный суд мог сразу же признать его недействительным и отменить. В том случае, если суд устанавливал противоречие республиканской конституции положениям Конституции СФРЮ, он ограничивался только правовым заключением, которое подлежало направлению Союзной Скупщине, которая принимала окончательное решение по такому вопросу. В рамках полномочий по разрешению споров о компетенции судом могли рассматриваться не только разногласия между федеральными и республиканскими органами власти, но и территориальные споры между республиками. В целях защиты основных прав и свобод человека предусматривалась возможность для подачи в суд индивидуальных конституционных жалоб, что являлось достаточно прогрессивным для югославского государства того времени. Кроме этого, конституционный суд обладал возможностью официально разъяснять и интерпретировать конституционные нормы, когда осуществлял свои функции по проверке конституционности и законности.
Важным также являлось, что конституционный суд был уполномочен возбуждать любые производства по собственной инициативе, не дожидаясь соответствующих заявлений от субъектов, наделённых правом на обращения (федеральный и республиканские парламенты, органы исполнительной власти, суды, общественно-политические объединения, трудовые и самоуправляющиеся организации).
Конституция 1974 года изменила состав и порядок формирования федерального конституционного суда. Теперь он состоял из председателя и 13 судей, кандидатуры которых предлагались Президиумом СФРЮ с соблюдением принципа пропорциональности — по две от республик и по одной от автономных краёв, и назначались поровну обеими палатами Скупщины СФРЮ сроком на 8 лет. Такой порядок формирования суда хотя и соответствовал действующему в государстве принципу равноправного представительства всех югославских народов в федеральных органах власти, на практике не мог способствовать принятию судом взвешенных и беспристрастных решений, поскольку в случае наличия противоречий между различными составными частями федерации по национальному либо региональному мотивам, деятельность суда по осуществлению конституционного правосудия была бы блокирована со стороны отдельных судей, преследующих интересы своих республик либо краёв. Кроме того, полномочия суда по проверке регионального законодательства на соответствие федеральному были существенно сужены по сравнению с предыдущей конституцией 1963 года. В случае обнаружения несоответствий республиканских или краевых конституций положениям федеральной конституции, Конституционный суд СФРЮ мог только направить соответствующее заключение для его разрешения в Скупщину СФРЮ, если же устанавливалось противоречие регионального закона положениям федерального законодательства, конституционный суд не мог принять решение о его недействительности, а должен был обратиться в соответствующую региональную скупщину, которой предписывалось самостоятельно исправить такое несоответствие в течение 6 месяцев. Конституционный суд СФРЮ мог вмешаться и отменить противоречащий закон только в ситуации явного бездействия региональной скупщины по истечении отведённого законом срока.
После 1974 года Конституционный суд СФРЮ лишился полномочий по рассмотрению индивидуальных конституционных жалоб и даче толкования конституции.
Деятельность Конституционного суда фактически прекратилась с окончательным распадом Югославии в 1992 году.